# MÁV M jellegű szerkocsi
A MÁV M jellegű szerkocsitípusát Magyar Királyi Állami Vasgyárak a IVe. osztályú gőzmozdonyaihoz fejlesztette ki 24 szerkezetszámon.

## Szerkezete
A szerkocsi szerkezete nagyon hasonló volt a korábbi MÁV-mozdonyok legtöbbjéhez (pl. Ia., IIIq., IIIe. és III. osztályú mozdonyokhoz) tartozó később A és B típusként jelölt szerkocsikéhoz: a 8 mm-es kettős lemezekből készült ikertartós alváz és a futómű méretei megegyeztek, a víztartály űrtartalma 14,5 m³, a rajta elhelyezett széntartó befogadóképessége 8,2 m³ volt. A víztartály tetején elöl kétoldalt egy-egy, hátul pedig egy töltőnyílást alakítottak ki. A tápvíz Szász-rendszerű vízkapcsolaton keresztül jutott a mozdony injektoraihoz. A szerkocsira egy 13″-os Westinghouse-rendszerű függőleges fékhengert és gyorsműködésű, szabályozófékezésre is alkalmas kormányszelepet szereltek. A szerkocsi minden kerékpárját egy oldalról (hátulról) fékezték. Az összes féktuskóerő a teljesen rakott szerkocsi súlyának 40%-a volt. A fékrudazat nyomáskiegyenlítő szerkezettel készült. A víztartály előtt kétoldalt két kisebb, míg hátul, a vonószekrény fölött egy nagyobb szerszámszekrényt alakítottak ki.

## Sorozatgyártás
A típusból az alábbi mozdonysorozatokhoz szállítottak:
- MÁV IVe. osztály (241–3 szerkezetszám),
- MÁV VIm. osztály, illetve 651 sorozat (244–5, 248–9 és 2414 szerkezetszám)
A 4501–4502 pályaszámú 244 szerkezetszámú szerkocsikra eredetileg csak kéziféket szereltek fel,
- MÁV IIIu. osztály, illetve M324 sorozat (246–7, 2411–13 és 2415–20 szerkezetszám) 
Ezeknél a példányoknál elmaradt a hegyipályán szükséges szabályozófék, másrészt a korlátozott tengelyterhelés miatt itt a vízszekrényben a 12,5 m³ térfogathoz tartozó vízszinthez túlfolyócsövet helyeztek, így ennél több vizet nem lehet bele vételezni. A szénférő megrakhatóságát 7 tonnában korlátozták. Az összes féktuskóerő így az üres szerkocsi súlyának 108, a teljesen rakotténak 46,4%-a volt.
- SŽ 334.4 sorozat (2421 szerkezetszám)
Ugyanazok érvényesek, mint az előbbi változatnál.

| Az M jellegű (IVe., VIm. és IIIu. osztályú) szerkocsik gyártási adatai | Az M jellegű (IVe., VIm. és IIIu. osztályú) szerkocsik gyártási adatai | Az M jellegű (IVe., VIm. és IIIu. osztályú) szerkocsik gyártási adatai | Az M jellegű (IVe., VIm. és IIIu. osztályú) szerkocsik gyártási adatai | Az M jellegű (IVe., VIm. és IIIu. osztályú) szerkocsik gyártási adatai | Az M jellegű (IVe., VIm. és IIIu. osztályú) szerkocsik gyártási adatai |
| Szerkocsi szerkezetszám                                                | Mozdony szerkezetszám                                                  | Vasút                                                                  | Pályaszám 1911-ig                                                      | Pályaszám 1911-től                                                     | Gyártási év                                                            |
| ---------------------------------------------------------------------- | ---------------------------------------------------------------------- | ---------------------------------------------------------------------- | ---------------------------------------------------------------------- | ---------------------------------------------------------------------- | ---------------------------------------------------------------------- |
| 241                                                                    | 621                                                                    | MÁV                                                                    | 4451–4452                                                              | M401,001–002                                                           | 1905.                                                                  |
| 242                                                                    | 622                                                                    | MÁV                                                                    | 4453–4457                                                              | M401,003–007                                                           | 1906.                                                                  |
| 243                                                                    | 623                                                                    | MÁV                                                                    | 4458–4465                                                              | M401,008–015                                                           | 1908.                                                                  |
| 244                                                                    | 871                                                                    | MÁV                                                                    | 4501–4502                                                              | M651,001–002                                                           | 1909.                                                                  |
| 245                                                                    | 872                                                                    | MÁV                                                                    | 4503–4514 4515–4520                                                    | M651,003–014 M651,015–020                                              | 1909. 1910.                                                            |
| 246                                                                    | 901                                                                    | MÁV                                                                    | 3831–3840 3841–3870                                                    | M324,001–010 M324,011–040                                              | 1909. 1910.                                                            |
| 247                                                                    | 902                                                                    | MÁV                                                                    | 3871–3932 3933–3955                                                    | M324,041–102 M324,103–125                                              | 1910. 1911.                                                            |
| 248                                                                    | 873                                                                    | MÁV                                                                    | 4521–4530                                                              | M651,021–030                                                           | 1910. 1911.                                                            |
| 249                                                                    | 874                                                                    | MÁV                                                                    |                                                                        | M651,031–040                                                           | 1911.                                                                  |
| 2410                                                                   | 903                                                                    | MÁV                                                                    |                                                                        | M324,126–193 M324,194–205                                              | 1911. 1912.                                                            |
| 2411                                                                   | 904                                                                    | MÁV                                                                    |                                                                        | M324,206–272                                                           | 1912.                                                                  |
| 2412                                                                   | 905                                                                    | MÁV                                                                    |                                                                        | M324,273–298 M324,299–304                                              | 1912. 1913.                                                            |
| 2413                                                                   | 904                                                                    | MÁV                                                                    |                                                                        | M324,305–355                                                           | 1913.                                                                  |
| 2414                                                                   | 877                                                                    | MÁV                                                                    |                                                                        | M651,041–058                                                           | 1913. 1914.                                                            |
| 2415                                                                   | 1081                                                                   | MÁV                                                                    |                                                                        | M324,401–446                                                           | 1914.                                                                  |
| 2416                                                                   | 1082                                                                   | MÁV                                                                    |                                                                        | M324,447–484 M324,485–543                                              | 1914. 1915.                                                            |
| 2417                                                                   | 1141                                                                   | MÁV                                                                    |                                                                        | M324,544–560 M324,561–608 M324,901–918                                 | 1915. 1916. 1916                                                       |
| 2418                                                                   | 1142                                                                   | MÁV                                                                    |                                                                        | M324,609–648 M324,919–948 M324,649–705 M324,949–995                    | 1916. 1916. 1917. 1917.                                                |
| 2419                                                                   | 1143                                                                   | MÁV                                                                    |                                                                        | M324,706–708 M324,709–761 M324,762–778 M324,779–791 M324,792–805       | 1917. 1918. 1919. 1920. 1921.                                          |
| 2420                                                                   | 1083                                                                   | MÁV                                                                    |                                                                        | M324,806–812 M324,813–845                                              | 1922. 1923.                                                            |
| 2421                                                                   | 1084                                                                   | SŽ                                                                     |                                                                        | 512.448–57                                                             | 1943.                                                                  |